# 57e cérémonie des Filmfare Awards
La cérémonie des 57e Filmfare Awards, présentée par Shahrukh Khan et Ranbir Kapoor, s'est déroulée le 29 janvier 2012 à Mumbai en Inde. Elle a rendu un hommage à deux grands acteurs disparus en 2011, Dev Anand et Shammi Kapoor. Cette édition a été dominée par Zindagi Na Milegi Dobara qui recueille 7 récompenses sur 13 nominations, suivi par Rockstar qui en reçoit 5.

## Palmarès

### Récompenses populaires
| Catégorie                             | Lauréat |
| Meilleur film                         | Zindagi Na Milegi Dobara réalisé par Zoya Akhtar avec Abhay Deol, Farhan Akhtar, Hrithik Roshan, Katrina Kaif et Kalki Koechlin |
| Meilleur réalisateur                  | Zoya Akhtar (Zindagi Na Milegi Dobara)                                                                                          |
| Meilleur acteur                       | Ranbir Kapoor (Rockstar) |
| Meilleure actrice                     | Vidya Balan (The Dirty Picture)                                                                                                 |
| Meilleur acteur dans un second rôle   | Farhan Akhtar (Zindagi Na Milegi Dobara)                                                                                        |
| Meilleure actrice dans un second rôle | Rani Mukherjee (No One Killed Jessica)                                                                                          |
| Meilleur acteur débutant              | Vidyut Jamwal (Force) |
| Meilleure actrice débutante           | Parineeti Chopra (Ladies vs Ricky Bahl)                                                                                         |
| Meilleur compositeur (chansons)       | AR Rahman (Rockstar) |
| Meilleur parolier                     | Irshad Kamil, pour la chanson Nadaan Parindey (Rockstar)                                                                        |
| Meilleur chanteur de play-back        | Mohit Chauhan, pour la chanson Jo Bhi Mein (Rockstar)                                                                           |
| Meilleure chanteuse de play-back      | Rekha Bhardwaj et Usha Uthup, pour la chanson Darling (7 Khoon Maaf)                                                            |

### Récompenses des critiques
| Catégorie         | Lauréat                                 |
| Meilleur film     | Zindagi Na Milegi Dobara de Zoya Akhtar |
| Meilleur acteur   | Ranbir Kapoor (Rockstar)                |
| Meilleure actrice | Priyanka Chopra (7 Khoon Maaf)          |

### Récompenses spéciales
- Filmfare d'honneur pour l'ensemble d'une carrière : Aruna Irani (actrice)
- Nouveau talent musical (récompense « RD Burman ») : Krishna (Tanu Weds Manu)
- Meilleure scène : The Dirty Picture

### Récompenses techniques
| Catégorie                      | Lauréat                                                    |
| Meilleure histoire             | Sanjay Chauhan (I Am Kalam)                                |
| Meilleur scénario              | Akshat Verma (Delhi Belly)                                 |
| Meilleurs dialogues            | Farhan Akhtar (Zindagi Na Milegi Dobara)                   |
| Meilleure photographie         | Carlos Catalan (Zindagi Na Milegi Dobara)                  |
| Meilleure direction artistique | Shashank Tere (Delhi Belly)                                |
| Meilleure chorégraphie         | Bosco-Caesar (en) (Senorita dans Zindagi Na Milegi Dobara) |
| Meilleur son                   | Nakul Kamte (Don 2)                                        |
| Meilleurs costumes             | Niharika Khan (The Dirty Picture)                          |
| Meilleurs effets spéciaux      | Red Chillies (Ra.One)                                      |
| Meilleure action               | Mathhias Barsch (Don 2)                                    |
| Meilleure musique              | Ranjit Barot (Shaitan)                                     |
| Meilleur montage               | Huzefa Lokhandwala (Delhi Belly)                           |

## Les nominations
- Meilleur film : Zindagi Na Milegi Dobara, Delhi Belly, Don 2, No One Killed Jessica, Rockstar, The Dirty Picture

- Meilleur réalisateur : Zoya Akhtar (Zindagi Na Milegi Dobara) ; Abhinay Deo (Delhi Belly) ; Farhan Akhtar (Don 2) ; Imtiaz Ali (Rockstar) ; Milan Luthria (The Dirty Picture) ; Raj Kumar Gupta (No One Killed Jessica)

- Meilleur acteur : Ranbir Kapoor (Rockstar) ; Ajay Devgan (Singham) ; Amitabh Bachchan (Aarakshan) ; Hrithik Roshan (Zindagi Na Milegi Dobara) ;  Salman Khan (Bodyguard) ; Shahrukh Khan (Don 2)

- Meilleure actrice : Vidya Balan (The Dirty Picture et No One Killed Jessica) ; Katrina Kaif (Mere Brother Ki Dulhan) ; Mahie Gill (Saheb Biwi Aur Gangster) ; Priyanka Chopra (7 Khoon Maaf)

- Meilleur acteur dans un second rôle : Farhan Akhtar (Zindagi Na Milegi Dobara) ; Abhay Deol (Zindagi Na Milegi Dobara) ; Naseeruddin Shah (The Dirty Picture) ; Pitobash Tripathy (Shor In The City) ; Vir Das (en) (Delhi Belly)

- Meilleure actrice dans un second rôle : Rani Mukherjee (No One Killed Jessica) ; Juhi Chawla (I Am) ; Kalki Koechlin (Zindagi Na Milegi Dobara) ; Parineeti Chopra (Ladies Vs Ricky Bahl) ; Swara Bhaskar (Tanu Weds Manu)

- Meilleur compositeur : A.R. Rahman (Rockstar) ; Ram Sampat (Delhi Belly) ; Shankar-Ehsaan-Loy (Zindagi Na Milegi Dobara) ; Sohail Sen (Mere Brother Ki Dulhan) ; Vishal-Shekhar (Ra.One)

- Meilleur parolier : Irshad Kamil pour Nadaan Parindey et Sadda Haq (Rockstar) ; Gulzar pour Darling (7 Khoon Maaf) ; Javed Akhtar pour Senorita (Zindagi Na Milegi Dobara) ; Vishal Dadlani et Niranjan Iyengar pour Chammak Challo (Ra.One)

- Meilleur chanteur de play-back : Mohit Chauhan pour Jo Bhi Mein et Sadda Haq (Rockstar) ; Akon et Vishal Dadlani pour Chammak Challo (Ra.One) ; Rahat Fateh Ali Khan pour Teri Meri (Bodyguard) ; Shafqat Amanat Ali pour Dildaara (Ra.One)

- Meilleure chanteuse de play-back : Rekha Bhardwaj et Usha Uthup pour Darling (7 Khoon Maaf) ; Alyssa Mendonsa pour Khwabon Ke Parindey (Zindagi Na Milegi Dobara) ; Harshdeep Kaur pour Katiya Karu (Rockstar) ; Shreya Ghoshal pour Teri Meri (Bodyguard) et Saibo (Shor In The City)